# ادو اکیتی
ادو اکیتی (به لاتین: Ado Ekiti) یک سکونتگاه مسکونی در نیجریه است که در ایالت اکیتی واقع شده‌است.

## خصوصیات
ادو اکیتی ۴۲۴٬۳۴۰ نفر جمعیت دارد و ۴۵۵ متر بالاتر از سطح دریا واقع شده‌است.